# Anekad Forest, Somvarpet
Anekad Forest là một làng thuộc tehsil Somvarpet, huyện Kodagu, bang Karnataka, Ấn Độ.